# P.I.S.
P.I.S. – Politiets indsatsstyrke er en dansk, satirisk tv-serie fra 2000. Serien blev oprindeligt vist på TV2 Zulu i 2000 og 2001.
P.I.S. foregiver at være en tv-dokumentar om Politiets IndsatsStyrke – en karikatur på virkelighedens noget hemmeligholdte Politiets Aktionsstyrke (AKS). Filmholdet følger indsatsstyrken, især betjent John Schmidt (Jonas Schmidt), på aktion og privat. Til at begynde med skildres indsatsstyrken meget overbevisende som en rigtig politienhed, men efterhånden som afsnittene skrider frem, bliver styrkens opgaver, holdninger og handlinger mere og mere absurde, indtil det står klart, at der er tale om satire. Da de første afsnit af serien gled over skærmen, var mange seere i den tro at der var tale om ægte dokumentar – hvilket selvfølgelig var med til at øge underholdningsværdien betydeligt for de der havde gennemskuet konceptet.
P.I.S. fandtes tidligere som et lille shooter-spil,  på TV2 Zulus hjemmeside. 
TV 2 Zulu sendte den 11. december 2006 et sidste dobbeltafsnit af P.I.S., under navnet P.I.S.: Det endelige opgør.

## Medvirkende

### Faste medvirkende
- John Schmidt spilles af Jonas Schmidt.
- Bjarne Fromberg spilles af Carsten Kressner.
- NC Bonnevie spilles af Lai Yde Holgaard.
- Sebastian Dvorski spilles af Rasmus Bjerg.
- Svetlana spilles af Oksana Ivanova.
- speak indtalt af Torben Sekov.

### Enkelte episoder
- Hassan spilles af Isam Subeihi.
- Nina spilles af Katja Holm.
- Kommissær Körner spilles af Sven Ole Schmidt. (1. afsnit)
- Finn Ahrenkiel spilles af Steen Herdel.
- Susanne spilles af Dya Hauch.

### I enkelte afsnit medvirker kendte som sig selv
- Jarl Friis Mikkelsen – Afsnit 11
- Jokeren (Jesper Dahl) – Afsnit 6
- Peter Gantzler – Afsnit 6
- Nikolaj Steen – Afsnit 5

## Fakta
To scener, hvoraf det fremgår, at der er tale om en fiktiv serie, er uddelingen af den fiktive hæder Politiets Tapperhedsmedalje der i serien fremgår som en medalje, der uddeles en gang årligt til betjente, der har udført exceptionelt heltemod. Sådan en medalje uddeler politiet ikke.
Hvis en betjent har udvist heltemod under udførelse af sin tjeneste, modtager han/hun oftest et legat fra Carnegies belønningsfond for heltemod, en dusør, legater fra andre fonde eller en officiel tapperhedsmedalje, som f.eks. Medaljen for ædel dåd, Medaljen for druknedes redning eller Den Kongelige Belønningsmedalje.
Hvis man kigger på den tapperhedsmedalje, der sidder på NCs venstre bryst, på hans uniform, når han modtager medaljen ved et arrangement på Politigården, vil man se, at medaljen, han bærer, er en udgave af franske krigskors, Croix de Guerre, fra 1. verdenskrig.

## Episodeoversigt

### Sæson 1
- Episode 1: Order To Go (sendt første gang søndag den 15. oktober 2000)
- Episode 2: Stakeout Takeout (sendt første gang onsdag den 25. oktober 2000)
- Episode 3: Bang! (sendt første gang onsdag den 1. november 2000)
- Episode 4: Hassan (sendt første gang onsdag den 8. november 2000)
- Episode 5: Bodyguards (sendt første gang onsdag den 15. november 2000)
- Episode 6: Mediehalløj (sendt første gang onsdag den 22. november 2000)

### Sæson 2
- Episode 1: John Vender Hjem (sendt første gang torsdag den 1. november 2001)
- Episode 2: Svetlana (sendt første gang torsdag den 8. november 2001)
- Episode 3: Nina Must Die (sendt første gang torsdag den 15. november 2001)
- Episode 4: Kød Er Mord (sendt første gang torsdag den 22. november 2001)
- Episode 5: Bjarnes Store Dag (sendt første gang torsdag den 29. november 2001)
- Episode 6: Friendly Fire (sendt første gang torsdag den 6. december 2001)
- Episode 7: Over and Out (sendt første gang torsdag den 13. december 2001)

### Sæson 3
- Episode 1: P.I.S. Det endelige opgør (sendt første gang mandag den 11. december 2006)